# Erriapus (vệ tinh)
Erriapus /ɛriˈæpəs/, hoặc Saturn XXVIII (28), là một vệ tinh dị hình chuyển động cùng chiều của Sao Thổ. Nó được Brett Gladman, John J. Kavelaars và các đồng nghiệp phát hiện năm 2000, và được đặt tên tạm thời S/2000 S 10. Nó được đặt tên là Erriapo vào tháng 8 năm 2003  theo tên của Erriapus (hoặc Erriappus), một người khổng lồ trong thần thoại Gaul; tên đã được thay đổi từ tặng cách Erriapo thành danh cách Erriapus theo các quy ước của IAU vào cuối năm 2007.
Erriapus có đường kính khoảng 10 km và quay quanh Sao Thổ ở khoảng cách trung bình 17,3 triệu km trong 871 ngày.
Là thành viên của nhóm vệ tinh Gaul của Sao Thổ gồm các vệ tinh dị hình, chúng có chung đặc điểm quỹ đạo và có màu đỏ nhạt, Erriapus được cho là có nguồn gốc từ sự chia tách từ một tổ tiên chung của nhóm, hoặc là một mảnh của thành viên lớn nhất của nhóm là Albiorix.